# Enemic Interior
Enemic Interior és un grup de punk rock català, format per músics que han tocat anteriorment en grups com Univers, Wind Atles, Heather, SDH, Aliment, Nois o Brut. Els seus treballs discogràfics estan enregistrats al propi local d'assaig i mesclats i masteritzats per Will Killingsworth als Dead Air Studios d'Amherst.
La música d'Enemic Interior és fosca i sensible, feta de cançons cruentes i contundents amb lletres desolades i introspectives plenes de melodies àcides.

## Discografia
- Enemic Interior (Flexidiscos, 2022)[3]
- Enemic Interior II (Mendeku Diskak, 2023)
- Enemic Interior III (Flexidiscos, 2024)